# Abraham Tedros
Abraham Tedros (20 agosto 1993) è un calciatore eritreo, difensore del Köln-Worringen.

## Carriera

### Club
Cresciuto in patria nel Red Sea, nel 2011 si trasferisce in Germania giocando nelle serie minori.

### Nazionale
Ha debuttato con la nazionale eritrea nel 2009. Nel 2011 gioca due incontri valevoli per le qualificazioni ai Mondiali 2014.

## Palmarès

### Club

#### Competizioni nazionali
- Campionato eritreo: 3

Red Sea: 2009, 2010, 2011